# Banner of Truth Trust
Banner of Truth Trust — христианское некоммерческое издательство, имеющее статус благотворительного фонда, основанное в Лондоне в 1957 году Иеном Мюрреем и Джеком Каллумом. В настоящее время головной офис компании расположен в Эдинбурге.

## Деятельность

### The Banner of Truth
Траст издаёт ежемесячный журнал The Banner of Truth, как правило выходящий 11 раз в году (выпуски за август и сентябрь объединены в один номер). Первый номер журнала вышел в сентябре 1955 года и к декабрю 2010 количество выпусков превысило 560.

### Конференции
The Banner of Truth Trust также проводит международные конференции:
- ежегодная молодёжная конференция в Великобритании[7];
- ежегодная конференция в США[8];
- конференция в Австралии (один раз в два года)[9].

### Направления
Деятельность траста связана с возрождением интереса к евангелическому кальвинизму в Англии XX века; продвигает идеи пуританского богословия и возрождает идеи Джонатана Эдвардса.

## Критика деятельности
Предрасположенность The Banner of Truth к перепечатке пуританских писателей периодически подвергается критике. В одном из обзоров сборника переизданных проповедей Ричарда Сиббза критикуется политика траста в целом и ставится вопрос о необходимости подобных переизданий.